# Alfons Vučer
Alfons Vučer  (Sisak, 19. svibnja 1937. – Zagreb, 21. siječnja 1997.) je hrvatski skladatelj zabavne glazbe.

## Životopis
Studirao je na Ekonomskom fakultetu, a glazbu (fagot) učio u Glazbenoj školi "V. Lisinski" u Zagrebu. Bio je član salonskih i plesnih sastava, glazbeni urednik na Radio Zagrebu, te poslije samostalni umjetnik. Autor je više od 200 zabavnoglazbenih skladbi, a bavio se i obradbama narodnih pjesama. Jedan je od najistaknutijih hrvatskih skladatelja zabavne glazbe, autor hitova poput "Oči"; "Ti nisi došao"; "Zagreb, Zagreb"; "Mirjana"; "Snočka sam te senjal" i dr.